# اچ‌ام‌اس اسپرایتلی (۱۹۰۰)
اچ‌ام‌اس اسپرایتلی (۱۹۰۰) (به انگلیسی: HMS Sprightly (1900)) یک کشتی بود که طول آن ۲۱۹ فوت (۶۷ متر) بود. این کشتی در سال ۱۹۰۰ ساخته شد.